# Semide (Ardenas)
Semide é uma comuna francesa na região administrativa de Grande Leste, no departamento das Ardenas. Estende-se por uma área de 37,04 km². Em 2010 a comuna tinha 199 habitantes (densidade: 5,4 hab./km²).